# Martín Pou Roselló
Martín Pou Roselló (Palma de Mallorca, 9 de julio de 1906 - Ibíd., 16 de diciembre de 1973) fue un político y abogado español.

## Biografía
Hijo del político liberal mallorquín Antonio Pou Reus, durante la década de 1930 Martín Pou ya se había afiliado a la Falange.
Tras el estallido de la Guerra Civil en julio de 1936, llegó a participar en la contienda durante las primeras semanas del conflicto. En agosto formó parte de una misión, junto al capitán Juan Thomas, que fue a Roma para solicitar a las autoridades de la Italia Fascista el envío de refuerzos militares a Mallorca, virtualmente indefensa.
Se convirtió en miembro del Servicio Exterior de Falange, y en 1937 fue nombrado jefe de la sección de Falange en Filipinas. Durante su etapa en el archipiélago, Pou desarrolló una intensa actividad entre la colonia española de Filipinas y llegó a tener un papel preeminente entre la colonia española. Sin embargo, ello le llevó a mantener numerosos roces y conflictos con algunos de los oligarcas españoles de Filipinas —especialmente Andrés Soriano y Enrique Zóbel de Ayala—, poco partidarios de la línea falangista de Martín Pou. Tras un año en el cargo, y a pesar de contar con el apoyo del jefe del Servicio Exterior de Falange —el diplomático José del Castaño Cardona—, las presiones de Soriano y Zóbel de Ayala a las autoridades metropolitanas lograron sus frutos y a Pou se le acabó ordenando regresar a España.
Tras su regreso a España, Martín Pou cayó en desgracia y no volvió a ocupar ningún cargo relevante durante la Dictadura franquista.